# Tumormarker
Tumormarker sind Proteine, Peptide oder andere biologische Substanzen im Blut, die im Gewebe oder anderen Körperflüssigkeiten vorkommen. Deren erhöhte Konzentration kann auf einen Tumor oder das Rezidiv eines Tumors hindeuten. Aufgrund oft geringer Spezifität sind die meisten Tumormarker weniger zum Screening als zur Verlaufskontrolle von Krebs geeignet. Tumormarker gehören zu den Biomarkern.

## Beispiele einzelner Vertreter
Einige Tumormarker sind wesentlich besser unter ihrer Abkürzung als unter dem vollen Namen bekannt.
| Abkürzung         | Name                                             | Tumorerkrankung |
| ----------------- | ------------------------------------------------ | --- |
| AFP               | Alpha-1-Fetoprotein                              | Leberzellkarzinom und gonadale und extragonadale Keimzelltumoren |
| –                 | Bence-Jones-Protein (Immunglobulin-Leichtketten) | Multiples Myelom |
| β-hCG             | Humanes Choriongonadotropin, β-Untereinheit      | Keimzelltumoren des Ovars und nicht-seminomatöse Tumoren des Hodens |
| β2MG              | β2-Mikroglobulin                                 | Maligne Lymphome |
| CA 15-3 (= MUC-1) | Mucin-1 (Cancer Antigen 15-3)                    | Brustkrebs (Mammakarzinom) oder Eierstockkrebs (Ovarialkarzinom) |
| CA 19-9           | Cancer Antigen 19-9                              | gastrointestinale Malignome, vor allem bei Bauchspeicheldrüsenkrebs (Pankreaskarzinom)                                                                                          |
| CA 50             | Cancer Antigen 50                                | Tumoren des Magen-Darm-Trakts |
| CA 72-4           | Cancer Antigen 72-4                              | Magenkarzinom sowie muzinöses Ovarialkarzinom |
| CA 125            | Cancer Antigen 125                               | Eierstockkrebs (Ovarialkarzinom) |
| HE4               | Human Epididymis Protein 4                       | Eierstockkrebs (Ovarialkarzinom) |
| –                 | Calcitonin                                       | medulläres Schilddrüsenkarzinom |
| CEA               | Carcino-Embryonales Antigen                      | Darmkrebs, Pankreaskarzinom sowie Adenokarzinom der Lunge |
| –                 | Chromogranin                                     | neuroendokrine Tumoren |
| CYFRA 21-1        | Cytokeratin-19-Fragment                          | Plattenepithelkarzinom der Lunge (Bronchialkarzinom) |
| HVS               | Homovanillinsäure                                | Neuroblastom |
| 5-HIES            | 5-Hydroxyindolylessigsäure                       | Karzinoid |
| VMS               | Vanillinmandelsäure                              | Phäochromozytom |
| LDH               | Laktatdehydrogenase                              | ein allgemeiner Marker für schnell wachsende Tumoren |
| –                 | Metanephrine                                     | Phäochromozytom |
| NSE               | Neuronenspezifische Enolase                      | kleinzelliges Bronchialkarzinom (SCLC), Neuroblastom sowie seminomatöse Keimzelltumoren                                                                                         |
| PLAP              | Plazentare alkalische Phosphatase                | seminomatöse Keimzelltumoren |
| PSA               | Prostataspezifisches Antigen                     | Prostatakrebs (Prostatakarzinom) |
| PSMA              | Prostataspezifisches Membranantigen              | Prostatakrebs |
| PKM2 (= M2-PK)    | Pyruvatkinase M2                                 | Brustkrebs, Nierenzellkarzinom, Bronchialkarzinom, Kolorektales Karzinom, Pankreaskarzinom, Ovarialkarzinom, Prostatakarzinom, Magenkarzinom, Speiseröhrenkrebs, Zervixkarzinom |
| S100              | S-100-Proteine, β-Untereinheit                   | Malignes Melanom |
| SCC               | Squamous Cell Carcinoma Antigen                  | Bronchialkarzinom |
| TG                | Thyreoglobulin                                   | papilläres oder follikuläres Schilddrüsenkarzinom |
| TK                | Thymidinkinase                                   | Leukämie, Non-Hodgkin-Lymphom, Multiples Myelom |
| TPA               | Tissue Polypeptide Antigen                       | Ovarialkarzinom, Prostatakarzinom, Harnblasenkarzinom |
| –                 | Tryptase                                         | Systemische Mastozytose |

### Endokrinaktive Tumoren
Bei endokrinaktiven Tumoren, also solchen Tumoren, die Hormone produzieren, wie Insulinom, Karzinoid, VIPom, Glucagonom, Gastrinom, Prolaktinom, Phäochromozytom etc. lassen sich die entsprechenden Hormone oder deren Abbauprodukte, sofern sie nicht eine zu kurze Halbwertszeit haben, als Tumormarker nutzen.